# CELPE-Bras
O CELPE-Bras (Certificado de Proficiência em Língua Portuguesa para Estrangeiros) é um certificado de proficiência em língua portuguesa para estrangeiros desenvolvido e outorgado pelo Instituto Nacional de Estudos e Pesquisas Educacionais (INEP). É aplicado no Brasil e em outros países com o apoio do Ministério das Relações Exteriores do Brasil. O CELPE-Bras é o único certificado brasileiro de proficiência em português como língua estrangeira reconhecido oficialmente no Brasil. Internacionalmente, é aceito em empresas e instituições diversas como comprovação de competência na língua portuguesa e, no Brasil, é exigido pelas universidades para ingresso em cursos de graduação e em alguns programas de pós-graduação.
O exame é, em 2016, aplicado em 93 instituições, denominadas Postos Aplicadores, sendo 29 no Brasil e 64 em diversos países, em todos os continentes, com exceção da Oceania. Alguns desses Postos Aplicadores encontram-se em Centros Culturais Brasileiros.

## Legislação
- Portaria nº 572, 30 de dezembro de 2022[1]

Dispõe sobre o macro cronograma do Certificado de Proficiência em Língua Portuguesa para Estrangeiros - Celpe-Bras 2023.

## Conteúdo
O Celpe-Bras avalia a compreensão oral, a compreensão escrita, a produção oral e a produção escrita da Língua Portuguesa de forma integrada e é composto de duas partes:
1. Parte escrita (duração de 3 horas) – duas tarefas integrando compreensão oral e produção escrita e duas tarefas integrando leitura e produção escrita;
2. Parte oral (20 minutos) – interação a partir de atividades e interesses mencionados pelo examinando na ficha de inscrição e conversa sobre tópicos do cotidiano, de interesse geral, com base em elementos provocadores.

Para obter o certificado, o examinando deve alcançar certo nível de desempenho em ambas as partes do exame.
O Celpe-Bras avalia seis níveis de proficiência, mas certifica apenas quatro deles: intermediário, intermediário superior, avançado e avançado superior.
Ao visitar o site do Acervo Celpe-Bras, pode-se ter acesso às provas já aplicadas, a estatísticas sobre o exame e a pesquisas já realizadas sobre o Celpe-Bras.
O sítio do grupo de pesquisa Avalia, que atua na Universidade Federal do Rio Grande do Sul, apresenta uma ferramenta de busca com a descrição das tarefas da parte escrita do exame.

## Como realizar a prova
Para realizar a prova é preciso acessar o site <http://celpebras.inep.gov.br/celpebras/>. Sendo necessário o acompanhamento do cronograma divulgado no portal do Instituto Nacional de Estudos e Pesquisas Anísio Teixeira - Inep, com as referidas datas publicadas no edital e orientações para a inscrição.
A inscrição será validada a partir do pagamento da taxa, podendo alcançar o valor de R$ 230, 00 no Brasil e  US$ 115,00 no exterior. Obtendo, então, o cartão de confirmação com os dados do participante, as orientações e o Local da prova.

## Sobre os critérios de avaliação
O cálculo da nota do avaliador-observador é uma média ponderada, na qual 50% dessa nota são determinados pela avaliação da compreensão oral, da competência interacional e da fluência; 42%, pela adequação lexical e adequação gramatical; e 8%, pela pronúncia. A nota final da parte oral será a média aritmética entre as notas atribuídas pelos avaliadores, sem que um saiba a nota dada pelo outro. Essa metodologia garante maior isenção no processo de avaliação.
Veja a seguir os casos de discrepâncias que exigem nova avaliação por dois avaliadores independentes, mediante áudio com gravação da interação face a face:
- Quando a diferença entre as notas dos avaliadores for igual ou maior que 1,5 ponto.
- Quando as três situações a seguir apresentadas ocorrerem simultaneamente: (1) a diferença entre a nota da parte oral e a nota na Parte Escrita for igual ou maior que 2,0 pontos; (2) a nota da parte oral e a nota na Parte Escrita se enquadrarem em níveis de certificação diferentes; (3) a nota final na Parte Escrita for superior à nota na parte oral.

Após a reavaliação, nos casos de discrepância significativa, a nota da parte oral será a média entre as notas atribuídas pelos reavaliadores. Se, ainda assim, a discrepância persistir, haverá uma terceira avaliação, que atribuirá a nota final da parte oral, descartando-se todas as notas anteriores

Fonte: <https://www.gov.br/inep/pt-br/acesso-a-informacao/perguntas-frequentes/celpe-bras>. 